# Villa de San Diego de Ubate
Villa de San Diego de Ubate är en kommun i Colombia.   Den ligger i departementet Cundinamarca, i den centrala delen av landet, 80 km norr om huvudstaden Bogotá. Antalet invånare är 36 433.